# 大阪芸術大学の人物一覧
大阪芸術大学の人物一覧（おおさかげいじゅつだいがくのじんぶついちらん）は、大阪芸術大学に関係する人物の一覧記事。

## 大学関係者・教職員

### 学長
- 塚本邦彦（学校法人塚本学院理事長）

### 教職員
美術学科
- 津高和一（洋画家） - 名誉教授
- 泉茂（洋画家/版画家） - 美術学科教授

デザイン学科
- カズ・オオモリ（グラフィックアーティスト）- デザイン学科教授
- 小原二郎（インテリアデザイナー） - デザイン学科客員教授
- 松本哲哉（建築家・インテリアデザイナー） - デザイン学科非常勤講師

工芸学科
- 山本寛斎（ファッションデザイナー） - 工芸学科客員教授

建築学科
- 久保清一 - 建築学科教授

写真学科
- 織作峰子（写真家） - 写真学科長
- 浅井慎平（写真家） - 大学院教授
- 土田ヒロミ（写真家） - 写真学科教授

映像学科
- 大森一樹（映画監督） - 映像学科長
- 西岡琢也（脚本家） - 映像学科教授
- 田中光敏（映画監督） - 映像学科教授
- 原一男（映画監督） - 映像学科教授
- スクリーミング・マッド・ジョージ（本名：谷譲治・エフェクトアーティスト） - 映像学科客員教授

キャラクター造形学科
- 里中満智子（漫画家） - キャラクター造形学科長
- 池上遼一（漫画家） - キャラクター造形学科教授
- 伊藤有壱（クレイアニメーション作家） - キャラクター造形学科客員教授
- 大月俊倫（エグゼクティブプロデューサー） - キャラクター造形学科客員教授
- 沓澤龍一郎（イラストレーター・漫画家） - キャラクター造形学科客員教授
- 小池一夫（漫画原作者） - キャラクター造形学科客員教授
- 高橋良輔 - キャラクター造形学科教授
- 土山しげる（漫画家） - キャラクター造形学科客員教授
- 永井豪（漫画家） - キャラクター造形学科教授
- 小山高生（脚本家・作家） - キャラクター造形学科教授
- バロン吉元（漫画家） - キャラクター造形学科教授
- 日野日出志（漫画家） - キャラクター造形学科教授

文芸学科
- 眉村卓（小説家） - 文芸学科客員教授・芸術研究科教授
- 高橋睦郎（詩人） - 文芸学科客員教授
- 有吉玉青  (小説家) - 文芸学科教授
- 大笹吉雄（演劇評論家） - 文芸学科教授

放送学科
- 岩崎富士男（クリエーター・作詞家） - 元放送学科長
- 小林大作（タレント） - 放送学科教授
- 長沖渉（テレビドラマ演出家・脚本家） - 放送学科教授
- 馬場典子（アナウンサー） - 放送学科教授
- 石澤典夫（アナウンサー） - 放送学科教授
- 平野啓子（アナウンサー・語り部） - 放送学科教授
- 杉山佳寿子（声優） - 放送学科教授
- 真地勇志（声優） - 放送学科教授
- 松田秀知（演出家） - 放送学科教授
- 和沙哲郎（アナウンサー） - 放送学科教授
- 住田功一（アナウンサー） - 放送学科教授
- 伊倉一恵（声優） - 放送学科客員教授
- 立原啓裕（タレント） - 放送学科客員教授
- 野沢雅子（声優） - 放送学科客員教授
- 松野太紀（声優） - 放送学科客員教授
- 壤晴彦（俳優・声優・演出家） - 放送学科非常勤講師

芸術計画学科
- 増田明美（スポーツジャーナリスト・マラソン解説者・元女子マラソン選手） - 芸術計画学科教授

舞台芸術学科
- いのうえひでのり（演出家） - 舞台芸術学科教授
- 島田歌穂（女優） - 舞台芸術学科教授
- 橋本じゅん（俳優） - 舞台芸術学科教授
- 浜畑賢吉（俳優） - 舞台芸術学科長
- 山本健翔（俳優・演出家） - 舞台芸術学科教授
- 大澄賢也（タレント・ダンサー） - 舞台芸術学科客員教授
- 高汐巴（女優） - 舞台芸術学科客員教授
- 上野隆博（ダンサー・振付師・演出家） - 舞台芸術学科客員准教授
- 柴藤正樹（舞台照明家、劇団四季所属）- 舞台芸術学科教授

音楽学科
- 小林道夫（ピアニスト） - 演奏学科講師
- 前田憲男（作曲家・編曲家） - 音楽学科教授
- 市川衛（作家） - デザイン研究領域助教授・音楽学科助教授

演奏学科
- 川井郁子（ヴァイオリニスト） - 演奏学科教授
- 舘野泉（ピアニスト） - 演奏学科客員教授
- 小林道夫（チェンバロ奏者） - 大学院客員教授
- 松本美和子（ソプラノ歌手） - 演奏学科教授
- 水口聡（テノール歌手） - 演奏学科教授
- 三原剛（バリトン歌手） - 演奏学科教授
- 熊本マリ（ピアニスト） - 演奏学科教授
- 財津和夫（ミュージシャン） - 演奏学科教授
- MALTA（ミュージシャン） - 演奏学科教授
- 森川美穂（歌手） - 演奏学科教授
- 宮川彬良（作曲家） - 演奏学科客員教授

初等芸術教育学科
一般教養
- 憲仁親王妃久子（皇族・絵本作家） - 客員教授
- 久米雅雄（考古学者・歴史研究者・印学家） - 客員教授
- 純丘曜彰（クリエイター） - 教養課程（哲学）教授

短期大学部
- 小野寺昭（俳優） - 短期大学部メディア・芸術学科長
- 松井桂三（アートディレクター・グラフィックデザイナー） - 短期大学部デザイン美術学科長
- 三林京子（女優） - 短期大学部メディア・芸術学科教授
- 古川登志夫（声優） - 短期大学部メディア・芸術学科教授
- 寒河江弘（フィギュア作家） - 短期大学部デザイン美術学科特任教授
- 林日出夫（漫画原作者） - 短期大学部デザイン美術学科准教授
- 大津一瑯（シナリオライター） - 短期大学部メディア・芸術学科客員教授
- 三原光尋（映画監督） - 短期大学部メディア・芸術学科客員教授
- 笠原留美（声優） - 短期大学部メディア・芸術学科非常勤講師
- 河内孝博（声優・アナウンサー） - 短期大学部メディア・芸術学科非常勤講師
- 菅谷勇（声優） - 短期大学部メディア・芸術学科非常勤講師
- 鈴木真仁（声優） - 短期大学部メディア・芸術学科非常勤講師
- 津賀有子（声優） - 短期大学部メディア・芸術学科非常勤講師
- 西原久美子（声優） - 短期大学部メディア・芸術学科非常勤講師
- 三田ゆう子（声優） - 短期大学部メディア・芸術学科非常勤講師
- 山口奈々（声優） - 短期大学部メディア・芸術学科非常勤講師
- 渡辺菜生子（声優） - 短期大学部メディア・芸術学科非常勤講師

アートサイエンス学科
- 落合陽一 - （メディアアーティスト） - アートサイエンス学科客員教授

## 出身者

### 政治家
- 田岡実千年 - 和歌山県新宮市長

### 美術家

#### 画家
- 石川晃治 - 日本の版画家
- 武本比登志 - 日本の油彩画家 ※中退

#### 芸術家
- 亀井洋一郎 - 日本の陶芸家、琉球大学教育学部准教授
- 島袋道浩 - 現代美術家 ※附属大阪美術専門学校卒
- 十六代大西家清右衛門 - 釜師、大西清右衛門美術館館長
- 壺井勘也 - 彫刻家
- 坪倉優介 - 草木染色家
- 中西學 - 日本の現代美術家、画家、彫刻家
- 中村達也 - 芸術家、構成作家 ※中退
- 前田昭博 - 日本の陶芸家、人間国宝、白磁作家、日本工芸会正会員
- 松蔭浩之 - 現代美術家
- 宮田佳典 - 陶芸家
- 山田和 - 陶芸家

### デザイナー
- 松井桂三 - 日本のアートディレクター、世界的グラフィックデザイナー、アップルコンピュータ初代デザインコンサルタントを担当、国際グラフィック連盟（AGI）会員、東京タイポディレクターズクラブ（TDC）会員、日本グラフィックデザイナー協会（JAGDA）会員
- 山形季央 - 日本のアートディレクター、グラフィックデザイナー、資生堂宣伝制作室長・部長を歴任、多摩美術大学教授・学科長、武蔵野美術大学客員教授を歴任。
- 尾原久永 - 繊維産地企業のジャパンブランドの総括プロデューサー、染織テキスタイル専攻の非常勤講師。
- 喜多俊之 - プロダクトデザイナー、グッドデザイン賞審査委員長、大阪芸術大学教授 ※浪速短期大学卒
- 竹田団吾 - 衣装デザイナー 『ルードヴィヒII世』、『美少女戦士セーラームーン』、『仮面ライダー555 パラダイス・ロスト』など
- 坪田幸之 - 美術デザイナー 『ポンキッキーズ』、『Dr.コトー診療所』など
- 福原成雄 - 環境デザイナー、造園家、大阪芸術大学教授
- 前田高志 - グラフィックデザイナー、NASU代表取締役
- 牧口一二 - グラフィックデザイナー、障害者運動家 ※大阪美術学校卒
- 山下浩平 - 日本のグラフィックデザイナー、イラストレーター

### ゲームクリエイター
- 今村孝矢 - 元任天堂ゲームデザイナー 『F-ZERO』、『スターフォックス』など
- 上田文人 - 元SCEゲームデザイナー・アートディレクター 『ICO』、『ワンダと巨像』など
- おにぎりくん - アリスソフト原画家 『超昂天使エスカレイヤー』、『超昂閃忍ハルカ』など
- 祁答院慎 - Team GrisGris所属 『コープスパーティー』など
- 小泉歓晃 - 任天堂ゲームプロデューサー 『スーパーマリオギャラクシー』、『ゼルダの伝説 ムジュラの仮面』など
- 坂上陽三 - バンダイナムコエンターテインメントゲームプロデューサー 『アイドルマスター』など
- 坂本賀勇 - 任天堂ゲームプロデューサー 『メトロイド』、『メイド イン ワリオ』、『トモダチコレクション 』など
- 竹安佐和記 - 元カプコンキャラクターデザイナー、現crim代表取締役 『無限航路』『エルシャダイ』など
- 田邊賢輔 - 任天堂スーパーバイザー 『星のカービィ スーパーデラックス』、『動物番長』など
- 手塚卓志 - 任天堂ゲームデザイナー 『スーパーマリオブラザーズ』、『ピクミン』、『ヨッシーアイランド』、『どうぶつの森』、ニンテンドーDSなど
- 野上恒 - 任天堂ゲームプロデューサー 『どうぶつの森』、『スプラトゥーン』など
- MAYA - 元コナミグラフィックデザイナー 『beatmaniaIIDX』
- 藤原茂樹 - 元日本物産ゲームデザイナー、元ハドソンゲームデザイナー 『マグマックス』、『テラクレスタ』、『ボンバーマンシリーズ』（『ボンバーマン (PCエンジン)』『スーパーボンバーマン3』『ボンバーマンジェッターズ』他）『大貝獣物語』など
- 本根康之 - 元スクウェアゲームデザイナー、『クロノ・トリガー』、『ゼノギアス』、『クロノ・クロス』など
- MIN-NARAKEN - アリスソフト原画家 『闘神都市』、『大悪司』など
- 山本和枝 - studio e.go!原画家・キャラクターデザイナー 『IZUMO』など

### 映画監督
- 石井裕也 - 監督 『舟を編む』など
- 石川均 - 『集団殺人クラブ』など
- 沖村志宏 - 撮影監督 『サウスバウンド』『39 刑法第三十九条』『武士の家計簿』『武士の献立』『殿、利息でござる!』など
- 大森研一 - 監督、脚本家『ライトノベルの楽しい書き方』『瀬戸内海賊物語』『ポプラの秋』など
- おかひでき - 監督、特撮監督 『ウルトラ銀河伝説外伝 ウルトラマンゼロVSダークロプスゼロ』など
- 樫原辰郎 - 監督、脚本家『美女濡れ酒場』『ペルソナ』『大怪獣バトル ウルトラ銀河伝説 THE MOVIE』など
- 呉美保 - 監督、脚本家『酒井家のしあわせ』『オカンの嫁入り』など
- 熊切和嘉 - 『鬼畜大宴会』、『フリージア』など
- 小松莊一良 - 『ハートブレイカー』『フジコ・ヘミングの時間』、吉川晃司、ケイティ・ペリー、安室奈美恵 などの音楽映像など
- 坂本一雪 - 『ほんとにあった! 呪いのビデオ』シリーズ、『怪奇! アンビリーバブル』シリーズ、『こっくりさん (日本版)』など
- 田中光敏 - 『化粧師』『精霊流し』『火天の城』『利休にたずねよ』、『サクラサク』『海難1890』など
- 寺内康太郎 - 『痴漢男』、『BOYSLOVE 劇場版』など
- 二宮健 - 『チワワちゃん』など
- 橋口亮輔 - 『ぐるりのこと。』など ※中退
- 林徹 - 『大奥』『101回目のプロポーズ』など
- 本田隆一 - 監督『GSワンダーランド』など
- 松田秀知 - 『古畑任三郎』『交渉人〜THE NEGOTIATOR〜』など
- 満若勇咲 - 『私のはなし 部落のはなし』
- 元木隆史 - 『イヌゴエ』
- 山下敦弘 - 『リンダ リンダ リンダ』『天然コケッコー』など
- 三原光尋 - 『村の写真集』『しあわせのかおり』など

### アニメーション
- 足立慎吾 - アニメーター・アニメ演出家 『WORKING!!』など
- 庵野秀明 - アニメ、映画監督、カラー代表取締役『新世紀エヴァンゲリオン』、『ふしぎの海のナディア』、『シン・ゴジラ』など ※中退
- 石原満 - XEBECアニメーター 『地球防衛企業ダイ・ガード』、『爆走兄弟レッツ&ゴー!!』（作画監督）など
- 博史池畠 - アニメ監督、演出家『ロボットガールズZ』、『それが声優!』、『キラッとプリ☆チャン』など
- 岩崎知子 - アニメ演出家、アニメーター 『ニャニがニャンだー ニャンダーかめん』、『ボンバーマンジェッターズ』、『かいけつゾロリ』
- 稲上晃 - アニメーター、キャラクターデザイン 『夢のクレヨン王国』、『ふたりはプリキュア』、『おジャ魔女どれみ』
- 浦田芳憲 - アニメーター 『ハレのちグゥ』、『涼宮ハルヒの憂鬱』、『AIR』など
- 大塚雅彦 - アニメ監督、ガイナックス演出家 『ぷちぷり*ユーシィ』など
- 加藤浩 - アニメ美術 『ああっ女神さまっ』、『新世紀エヴァンゲリオン』、『攻殻機動隊 STAND ALONE COMPLEX』
- 加戸誉夫 - XEBECアニメ監督 『ロックマンエグゼ』、『ゾイド -ZOIDS-』、『武装錬金』など
- 金澤洪充 - アニメ監督、演出家『プリンセスラバー!』、『生徒会役員共』など
- 木村真一郎 - アニメ監督 『HAND MAID メイ』、『ちっちゃな雪使いシュガー』など
- 斎藤久 - アニメーター、アニメ監督 『バンブーブレード』、『そらのおとしもの』など
- 笹木信作 - アニメーター、アニメ演出家 『劇場版 魔法少女まどか☆マギカ [新編] 叛逆の物語』、『かぐや姫の物語』など
- 栖原隆史 - アニメーター、ufotable演出家 『Fate/Zero』『Fate/stay nightシリーズ』など
- 寺尾優一 - 撮影監督、ufotableデジタル映像部チーフ 『劇場版 空の境界』『Fate/stay nightシリーズ』など
- 西森章（西森明良） - アニメ監督、演出家 『戦え!!イクサー1』『ひとひら』など ※中退
- 船越英之 - アニメーター、キャラクターデザイン 『ドラえもん』、『かいけつゾロリ』、『とっても!ラッキーマン』など
- 増田龍治 - CGアニメ監督、京都造形芸術大学キャラクターデザイン学科長 『POPEE the ぱ フォーマー』
- 水谷貴哉 - 撮影監督、OLMディレクター 『鋼鉄天使くるみ』、『うたわれるもの』、『劇場版ポケットモンスター』など
- 南雅彦 - アニメプロデューサー、BONES代表取締役 『ラーゼフォン 多元変奏曲』、『鋼の錬金術師 シャンバラを征く者』など
- 山賀博之 - アニメ監督、ガイナックス代表取締役 『王立宇宙軍 オネアミスの翼』、『まほろまてぃっく』など ※中退
- 藤森雅也 - アニメーター、亜細亜堂所属『おまえ うまそうだな』、『忍たま乱太郎』など
- 清積紀文（ねこまたや） - アニメーター、『王立宇宙軍　オネアミスの翼』、『銀河英雄伝説 わが征くは星の大海 劇場版』『翠星のガルガンティア』、など
- 佐藤利幸 - アニメーター、『超無敵メカピーポくん THE MASTER OF UNIVERSE』、『護くんに女神の祝福を!』、『クレヨンしんちゃん外伝 家族連れ狼』

### 写真家
- 石井友規 - 写真家、映画監督 『時の絲ぐるま』など
- 石田研二
- とんとろとん（内堀義之） - 写真家、俳優
- 遠藤秀一
- 岡田敦 - 写真家、詩人
- 大倉乾吾
- 奥田基之
- 沖野豊
- 郷司正巳
- シムラユウスケ - 写真家 ※中退
- シャノン・ヒギンス - 写真家、作家
- 菅原一剛
- 所幸則
- 馬場伸子（もこうの妹）
- 林昭宏
- 松本コウシ
- MOTOKO
- 山内城司 ※中退
- 吉田正

### 建築家
- 梅林克 - 建築家、京都大学非常勤講師
- 岡田知子 - 建築家、建築学者、西日本工業大学デザイン学部教授
- 關聡志 - 建築家、インテリアデザイナー、CM/Dam CrossMediaDesign代表 ShanghaiVANKE万科集団美好家 主席設計師
- 松本哲哉 - 建築家、インテリアデザイナー、KTXアーキラボ 代表

### イラストレーター
- 赤井孝美 - 元ガイナックス取締役 『星界の紋章』、『プリンセスメーカー』（キャラクターデザイン）など
- 岩崎政志
- 榎本よしたか - イラストレーター、漫画家、法廷画家
- 佐藤利幸 - イラストレーター、アニメーター 『護くんに女神の祝福を!』など
- the rocket gold star
- 茂本ヒデキチ
- たかはしなな - 絵本作家、イラストレーター
- 駄場寛
- 土橋とし子 - イラストレーター、絵本作家、漫画家 ※浪速短期大学卒
- デハラユキノリ - フィギュアイラストレーター
- 唐仁原教久 - イラストレーター、アートディレクター
- DRAGON76 ※大阪美術専門学校卒
- 中村佑介 - 「ASIAN KUNG-FU GENERATION」 CDジャケットなど
- 福田利之 - 「スピッツ」 CDジャケットなど
- 松田真紀 - 『ブレイズ&ブレイドシリーズ』
- 三浦太郎 - イラストレーター、絵本作家
- 村田蓮爾 - イラストレーター、キャラクターデザイナー 『青の6号』、『LAST EXILE』など ※中退
- 森優子 - イラストレーター、旅行コラムニスト「東南アジアガハハ料理ノート」「旅ぢから」など
- 吉田稔美 - イラストレーター、絵本作家

### 漫画家
- 旭まあさ
- あずまきよひこ - 『あずまんが大王』、『よつばと!』 ※中退
- 石黒正数 - 『それでも町は廻っている』など
- 石山東吉
- 克・亜樹 - 『ふたりエッチ』など
- 金田陽介 - 『寄宿学校のジュリエット』など
- 川口まどか - 『死と彼女とぼく』など
- かわらじま晃
- 樹崎聖 - 『交通事故鑑定人 環倫一郎』
- 木下晋也 - 『ポテン生活』
- きらたかし - 『赤灯えれじい』
- 啄木鳥しんき - 『テイルズ オブ デスティニー 神の眼をめぐる野望』など
- 険持ちよ - 『怪体真書Ø』
- 小森陽一 - 漫画原作者 『海猿』、『トッキュー!!』など
- 佐伯俊 - 『食戟のソーマ』(作画)
- 桜真澄 - 『シリーズ阪神淡路大震災』など
- 佐々木みすず
- 椎橋寛 - 『ぬらりひょんの孫』『イリーガル・レア』
- 島本和彦 - 『吼えろペン』、『逆境ナイン』『アオイホノオ』など ※中退
- 士郎正宗 - 『攻殻機動隊』、『アップルシード』など
- 瀬口忍 - 『囚人リク』など
- 田中政志 - 『ゴン』
- 附田祐斗 - 『食戟のソーマ』(原作)
- 寺田浩晃 - デビュー後、指定難病を発症
- 寺本薫 - 『ふるーつメイド』
- どおくまん - 『嗚呼!!花の応援団』など
- 長尾謙一郎 - 『おしゃれ手帖』
- ナカタニD. - 『DAWN -陽はまた昇る-』
- なかはらかぜ - 徳山大学教授
- 中平正彦 - 『さくらがんばる!』、『破壊魔定光』など ※中退
- なりたもえこ - 『ステキなわがママ』 ※短期大学部卒
- 鳴海アミヤ
- 羽衣翔 - 『イース』
- 畑健二郎 - 『ハヤテのごとく!』 ※中退
- 原田将太郎 - 『D4プリンセス』
- 福島聡 - 『少年少女』、『機動旅団八福神』など ※中退
- 福井あしび - 『マコトの王者』
- 藤岡拓太郎 ※中退
- ぶるまほげろー
- 堀戸けい - 『秘書のカガミ』 ※中退
- 松本耳子
- 魔夜峰央 - 『パタリロ!』『翔んで埼玉』など ※中退
- MEIMU - 『スターオーシャン』（キャラクターデザイン）など
- 矢野健太郎 - 『ネコじゃないモン!』など ※中退
- 夢野れい - 『ゲーム・キッズシリーズ 挿絵』
- ラッキー植松
- わんぱく
- 山田参助 - 『あれよ星屑』、『若さでムンムン』など
- 凸ノ高秀 - 『アリスと太陽』

### 文学・作家
- 綾崎隼 - 小説家
- 泉和良 - 小説家、ゲームクリエイター
- 伊丹央 - 小説家
- 犬飼愛生 - 詩人、作家
- 上江洲誠 - アニメ脚本家 『うたわれるもの』、『School Days』など ※中退
- 河野裕 - 小説家
- 大迫純一 - 小説家、漫画家 ※中退
- 木緒なち - シナリオライター、デザイナー、小説家、「半端マニア」ディレクター
- 木原浩勝 - 小説家、スタジオジブリ創設メンバー 『天空の城ラピュタ』制作進行、『怪談新耳袋』など
- 輿水泰弘 - 脚本家 『相棒』、『ゴルゴ13』など
- 近藤史恵 - 小説家 『凍える島』など
- 嶽本野ばら - 小説家 『下妻物語』など ※中退
- 谷崎テトラ - 小説家、構成作家
- 千頭ひなた - 小説家
- 鶴川健吉 - 小説家
- 中島らも - 小説家 『ガダラの豚』、『啓蒙かまぼこ新聞』、『微笑家族』など
- 永沢光雄 - フリーライター 『AV女優』 ※中退
- 中山市朗 - 小説家・放送作家・オカルト研究家 『怪談新耳袋』など
- 萩原芳樹 - 放送作家 『オレたちひょうきん族』など
- 蓮見恭子 - 小説家
- 春岡勇二 - 映画評論家
- 林敏博 - プロデューサー、演出家 『ジャンクSPORTS』など
- 平谷美樹 - 小説家
- 藤野恵美 - 小説家
- 藤原琢也 - 放送作家『アメリカ横断ウルトラクイズ』など
- 本間ひろむ - 批評家『ユダヤ人とクラシック音楽』、『アルゲリッチとポリーニ』など ※中退
- 牧野修 - 小説家
- 柗本保羽 - 小説家、元ゲームデザイナー 『銀河連合日本』シリーズ
- 真弓創 - シナリオライター『ファイアーエムブレム 覚醒』、『逆転検事』、『NEWラブプラス』など
- 美紅 - 小説家
- 向井康介 - 映画脚本家 『神童』
- 毛利眞人 - 音楽ライター、音楽史家 ※中退
- 森橋ビンゴ - 小説家・元CAPCOMゲームクリエイター 『Devil May Cry 3』
- モブ・ノリオ - 小説家（芥川賞受賞）
- 山内マリコ - 小説家
- 吉田伊知郎 - 映画評論家
- 吉村智樹 - 放送作家、フリーライター、元モダンチョキチョキズブレーン

### 音楽家

#### 作曲家・指揮者
- イカルス渡辺 - CM作曲家
- 近藤浩治 - 任天堂作曲家 『スーパーマリオブラザーズ』シリーズ、『ゼルダの伝説』シリーズなど
- 進藤澄子 - 音楽プロデューサー、ユーアンドミー代表 『ネギま!』、『ぱにぽにだっしゅ!』など
- 土井宏紀 - 作曲家 『金田一少年の事件簿』、『地球大進化〜46億年・人類への旅』など
- 船本孝宏 - 作曲家
- 高田耕至 - 作曲家、音楽プロデューサー
- 松前真奈美 - カプコン作曲家
- 水月陵 - ゲーム音楽作曲家 兼ボーカリスト 『ななついろ★ドロップス』、『Rewrite』など ※中退
- 桃野コメット - 作曲家、声優、歌手 ※中退
- 吉田仁郎 - ゲーム音楽作曲家 『神曲奏界ポリフォニカ』、『瀬里奈』など ※中退
- 岩井由紀 - カプコン作曲家
- 藤本コウジ - 劇伴作家、作曲家、音楽プロデューサー　『夜桜さんちの大作戦』、『佐々木とピーちゃん』、『ラグナクリムゾン』など ※中退

#### 演奏家
- 小川文明 - オルガン奏者、すかんちメンバー
- 河野康弘 - ピアニスト ※中退
- 竹内正実 - テルミン奏者
- 中村天平 - 作曲家・ピアニスト
- 松井朝敬 - ギタリスト・ウクレレ奏者
- ラムシーニ（西村太貴） - 作曲家、キーボーディスト、THE SUNメンバー

#### 声楽家
- 奥井雅美 - 歌手 ※中退
- 三原剛 - バリトン歌手、大阪芸術大学教授

#### J-POP
- 朝日廉　※中退
- 伊福部崇 - ポアロ、構成作家 ※中退
- 喜多修平 - アニメソング歌手
- サキタハヂメ - ミュージシャン、はじめにきよし（音楽ユニット）
- 鮫島秀樹 - HOUND DOG （元世良公則&ツイスト）
- 世良公則 - ボーカリスト（元 世良公則&ツイスト）
- 高野寛 - ミュージシャン、音楽プロデューサー
- 西司 - シンガーソングライター ※中退
- 原朋信 - ミュージシャン、音楽プロデューサー、マスタリング・エンジニア
- ふとがね金太 - 俳優、ドラマー（元 世良公則&ツイスト）
- 山根康広 - ミュージシャン
- 米津玄師 - シンガーソングライター　※大阪美術専門学校中退
- 鷲崎健 - ミュージシャン・ポアロ、ラジオパーソナリティ ※中退
- ザ50回転ズ
- ヤバイTシャツ屋さん
- 蒼梓 - ベーシスト（元-真天地開闢集団-ジグザグ）

#### 演歌・歌謡曲
- 里野鈴妹 - 演歌歌手

### 芸能

#### 俳優・タレント
- 青山祥子 - 俳優
- 青山裕次 - ミュージカル俳優
- アベラヒデノブ　- 俳優、映画監督
- 天田益男 - 俳優、声優 『ミナミの帝王』
- 荒木啓佑 - ミュージカル俳優
- うらじぬの - 俳優
- 岡田達也 - 俳優 『耳をすませば』、『ガメラ3』
- 筧利夫 - 俳優 『踊る大捜査線』
- 加藤虎ノ介 - 俳優 『ちりとてちん』※中退
- 神威杏次 - 俳優 『五星戦隊ダイレンジャー』 ※中退
- 川原田樹 - 役者 『GO』、『あすか』、『ほんまもん』
- 川面千晶 - 俳優
- 木下ほうか - 俳優、監督 『寝ずの番』、『青いうた』、『陽気なギャングが地球を回す』
- 久保田磨希 - 俳優 『大奥』、『アタックNo.1』
- 小林大作 - タレント
- 小松利昌 - 俳優
- 三枝雄子 - 俳優
- 坂井貴行 - 元タレント
- 坂田雅彦 - 俳優 『水戸黄門』、『はみだし刑事情熱系』、『暴れん坊将軍』
- 周栄良美（橘いずみ） - 俳優 『ひらけ!ポンキッキ』9代目おねえさん ※中退
- 鈴木健介 - 俳優
- 曾我廼家寛太郎 - 舞台俳優 「松竹新喜劇」
- 高崎佳代 - 俳優 『ニュースの女』、『舞妓Haaaan!!!』
- 高嶋ひとみ - 俳優 『ヅラ刑事』、『夜王』
- 高田聖子 - 俳優 『ナースのお仕事3』、『ナースマン』
- たくませいこ - 俳優 『野ブタ。をプロデュース』
- 立原啓裕 - タレント、俳優 『探偵!ナイトスクープ』
- 田中美央-俳優、声優『ゴジラ-1.0』『おんな城主 直虎』『どうする家康』
- 谷口ゆうな - ミュージカル俳優
- 玉置孝匡 - 俳優
- 津山栄一 - 俳優 『電子戦隊デンジマン』
- 筒井巧 - 俳優、声優
- 時任三郎 - 俳優 『ふぞろいの林檎たち』、『Dr.コトー診療所』、『海猿』 ※中退
- 古田新太 - 俳優 『池袋ウエストゲートパーク』、『木更津キャッツアイ』、『元禄繚乱』 ※中退
- 永田良輔 - 俳優 『時効警察』『帰ってきた時効警察』『スキヤキ・ウエスタン ジャンゴ』
- 中西喜美恵 - 俳優 「吉本新喜劇」
- 長江健次 - 俳優、スノーボードインストラクター、元イモ欽トリオ ※中退
- 並樹史朗 - 俳優 『モスラ3』、『金融腐食列島呪縛』
- 根本豊 - 俳優、演劇実験室『天井桟敷』 ※中退
- 橋本さとし - 俳優、声優 『ホワイトアウト』、『金田一少年の事件簿 上海魚人伝説』
- 橋本じゅん - 俳優、声優
- 八田政樹 - 俳優、映画監督　※中退
- 羽野晶紀 - 俳優 ※中退
- 藤吉久美子 - 俳優 『はなまるマーケット』 ※中退
- 洪仁順 - 俳優
- 牧野エミ - 俳優
- 松尾貴史（キッチュ） - タレント、ナレーター、DJ、俳優、コラムニスト
- 山本浩司 - 俳優 『魁!!クロマティ高校』
- 山本匠馬 - 俳優
- 渡辺いっけい - 俳優 『天国に一番近い男』、『救命病棟24時』、『ひらり - NHK朝の連続テレビ小説』他多数
- 前野朋哉 - 俳優、自主映画監督 『君と歩こう』『反逆次郎の恋』『剥き出しにっぽん』
- 松浦景子 - 吉本新喜劇
- 塚原正一 - 俳優
- りんたろう - 俳優

#### 舞台
- 青木秀樹 - 劇団クロムモリブデン主宰
- 礒部花凜 - ミュージカル俳優、声優、歌手
- いのうえひでのり - 演出家、劇団☆新感線主宰
- 岡田達也 - 演劇集団キャラメルボックス所属
- 岡本瑞恵 - ミュージカル俳優、劇団四季所属
- 厂原時也 - ミュージカル俳優、劇団四季所属
- 小泉萌香 - ミュージカル俳優、声優、歌手
- 佐和由梨 - ミュージカル俳優、劇団四季所属
- 新納慎也 - 俳優 ※中退
- 新庄真一 - ミュージカル俳優、劇団四季所属
- 瀧山久志 - ミュージカル俳優、劇団四季所属
- 竹内一樹 - ミュージカル俳優、劇団四季所属
- 田村雄一 - 元劇団四季俳優
- 丹下博喜 - ミュージカル俳優、劇団四季所属
- 塚下兼吾 - ミュージカル俳優、劇団四季所属
- テディくまだ - 演出家、脚本家、子役指導者
- 長野千紘 - ミュージカル俳優、劇団四季所属
- 二瓶拓也 - 俳優、花組芝居所－属
- 福田転球 - 転球劇場主宰、俳優
- 松岡依都美 - 俳優 文学座所属
- 森川温子 - ミュージカル俳優、劇団四季所属

#### 芸人
- フジイテルオ  - しましまんず
- 舘野忠臣  - ネコニスズ
- 内海崇 - ミルクボーイ
- 駒場孝 - ミルクボーイ
- 森下直人 - ななまがり
- 初瀬悠太 - ななまがり
- 鈴木もぐら - 空気階段 ※中退
- 植田紫帆 - オダウエダ
- こんせいそん - お笑いタレント、イベント司会者
- エンジンコータロー - ピン芸人、元野球家族
- 快児 - ピン芸人 ※中退
- 竹内都子 - ピンクの電話 ※中退
- プチ鹿島 - ピン芸人

#### 噺家
- 旭堂南湖 - 講談師 ※大学院修了
- 2代目桂南天 - 落語家
- 桂福楽 - 落語家 ※中退
- 3代目桂花團治 - 落語家 ※中退
- 桂三輝 - 落語家 ※大学院修了
- 三遊亭遊子 - 落語家
- 笑福亭笑瓶 - 落語家、タレント
- 笑福亭生喬 - 落語家
- 笑福亭智丸 - 落語家
- 月亭ハッチ - 落語家

#### 声優
- 伊東久美子 ※中退
- 大槻丈一郎（放送学科声優コース）
- 興津和幸
- 奥谷楓（短期大学部）
- 亀岡真美
- 幸野善之
- 佐藤せつじ ※中退
- 菅原正志
- 高橋剛
- 滝下毅
- 竹田佳央里
- 田中一成
- 豊崎愛生（短期大学部）
- 前塚あつし
- 三野雄大
- ミルノ純
- 小泉萌香（芸術学部放送学科）
- 宮園拓夢

### アナウンサー
- 石川太郎 - フリーアナウンサー、元東北放送アナウンサー
- 伊藤かほり - NHK熊本放送局キャスター
- 井ノ上美恵子 - 岡山放送アナウンサー
- 宇野ひろみ - フリーアナウンサー
- 大倉聡 - 長崎放送アナウンサー、元瀬戸内海放送アナウンサー
- 小野原里佳 - フリーアナウンサー、元北日本放送アナウンサー
- 川崎聡 - テレビ西日本アナウンサー
- 北尾好孝 - 番組ディレクター、元四国放送アナウンサー
- 後藤心平 - 宮崎放送アナウンサー
- 角田華子 - フリーアナウンサー、めざましテレビ初代お天気キャスター（フジテレビ）
- 清田のぞみ - 三重エフエム放送アナウンサー
- 蘇武直人 - 競馬アナウンサー
- 富田哲也 - 三重エフエム放送アナウンサー
- 辻拓哉 - 青森放送アナウンサー
- 夏目浩光 - 青森放送アナウンサー
- 西村正行 - ジャパネットたかたラジオMC、元岩手朝日テレビ、元長崎国際テレビアナウンサー
- 原口太平 - 青森放送アナウンサー
- 福井和美 - 四国放送アナウンサー
- 藤崎健一郎 - 朝日放送アナウンサー
- 松平寛未 - 北日本放送アナウンサー
- 本橋馨 - 熊本県民テレビアナウンサー
- 森本光 - フリーアナウンサー、元瀬戸内海放送アナウンサー
- 安田敬一郎 - フリーアナウンサー、元山陽放送、元WOWOWアナウンサー
- 山口未翼 - 三重テレビ放送アナウンサー
- 黒田忠良 - エフエム徳島アナウンサー

### 経済界
- 小林和之 - ワーナーミュージック・ジャパン会長兼CEO ※中退
- 長島健祐 - バーグハンバーグバーグ代表取締役社長
- 野田豊加 - プラン ドゥ シー創業者
- 平澤創 - 日本コロムビア会長、フェイス創業者
- 柳原正樹 - 国立美術館理事長、京都国立近代美術館館長、元富山県水墨美術館館長
- 山崎晴可 - ダイアモンドアプリコット電話研究所所長 ※中退

### スポーツ
- 金本浩二 - 新日本プロレス、プロレスラー
- 北川星瑠 - 陸上競技選手
- 溝口香奈 - 女子競輪選手

### 諸分野
- 飯田佳之 - 映画撮影担当
- 岩田泉未 - ディスクジョッキー
- 織田憲嗣 - 椅子研究家、北海道東海大学教授
- 寒河江弘 - フィギュア作家
- 内藤聡 - ラジオパーソナリティ、DJ
- 西阪慶眞 - 専慶流華道家、専慶流会副理事長、専慶流いけばな真樹会主宰
- 二本木かおり - 映画・音楽評論家、ミュージシャン（Caorio）
- 正木敦 - TBSテレビ情報2部エキスパート局次長、サンデージャポン総合プロデューサー
- 村上敬造 - 演出家、イベントプロデューサー、大阪芸術大学教授
- 愛場大介（ジェットダイスケ） - ビデオブロガー、映像作家、YouTuber
- まゑだコーキ - 演出家
- かなたいむ。 - YouTuber
- はじめまして松尾です - YouTuber、日清食品『カップヌードル』CMアニメーション制作